# Вельо Бояджиев
Вельо Николов Бояджиев е революционер от 1876 година, по професия вапцар – бояджия, родом от село Копривщица. Син е на Никола Кръстьов Бояджиев и Куна Цанчова.
Като близък другар на революционно настроени младежи от селото взима участие във всички приготовления за предстоящото въстание през 1875 г. Когато се намира в Цариград през зимата на 1875 – 1876 г., получава известие, препратено до него чрез Иван Янтахтата, изоставя търговията с шаеци се прибира в Копривщица. Дава клетва в дома на Тодор Каблешков на втория ден на Рождество Христово пред отец Никола Белчов, в присъствието на Иван Янтахтата и Никола Беловеждов.
В ранината на 20 април, след даването на тайния знак за провъзгласяване на въстанието и звъна на църковните камбани, въоръжен излиза от дома си. По пътя към сбора на четата залавя турче, което по-късно е застреляно. През нощта на 23 април е представен на войводата Рашко Радомиров и, определен за четоводец (войвода) на дружина от 45 въстаници, е изпратен на помощ в Клисура. С тази чета взима участие в битката в местността Зли дол срещу ордите на Тосун бей. Стои на позицията, с което дава възможност на оцелялото население на Клисура да се изтегли към Копривщица. В селото с другарите си дават отпор на Хафъз паша в копривщенските местности Мнагъров камък и Късо бърдо. След изтеглянето на повечето въстаници в Балкана се прибира у дома си.
След потушаването на Априлското въстание е откаран в Пловдивския затвор, откъдето след 125 дневен престой е освободен по настояване на европейски дипломати.
Редник Кирил Велев Бояджиев е награден с Военен орден „За храброст“, IV ст. за героични прояви във войната срещу сърбите през 1915 г.